# 모리스 기로디어스

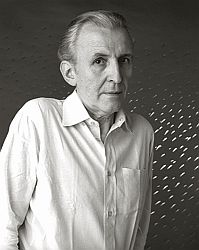

모리스 기로디어스(프랑스어: Maurice Girodias, 1919년 4월 12일 ~ 1990년 7월 3일)는 프랑스의 출판인으로 올림피아 출판사 창업주이다.
프랑스 파리에서 멘체스터 출신의 잭 카핸과 프랑스인 마르셀 기로디어스 사이에서 태어났다. 아버지는 유대인이었고 어머니는 천주교도였다. 목가적인 유년기를 보내다가 대공황 때 가정형편이 어려워지자 아버지가 파리에서 출판업을 시작했다.

## 생애
모리스의 아버지 잭 카헨은 오벨리스크 출판사라는 기업을 창업하고 프랭크 해리스, 헨리 밀러, 아나이스 닌 등의 논쟁적인 작품을 출판했다. 모리스는 1934년 15세 때부터 부치느이 일을 도왔으며 1939년 부친이 요절하자 20세로 기업을 이어받았다.
본명은 "모리스 카핸"이나 제2차 세계 대전 때 나치로부터 유대계임을 숨기기 위해 어머니의 성 "기로디어스"를 사용하기 시작했다. 파리에서 겨우겨우 살아남았고 전쟁이 끝난 뒤 형제 에릭 카핸과 함께 사업을 확장해서 이때 《그리스인 조르바》, 《장및빛 십자가》 등의 불어판 등을 출간했다. 《장밋빛 십자가》는 프랑스를 충격으로 몰아넣었고 그 발행인 기로디어스는 음란죄로 체포되었다. 나중에 풀려나긴 했으나 회사는 파산했다.
그 뒤 올림피아 출판사를 창업하여 새로 출발했는데, 이때 기로디어스의 출판사의 전담 작가로는 헨리 밀러, 새뮤얼 베케트, 존 글라송, 크리스토퍼 로그 등이 있었다. 이후로도 블라디미르 나보코프의 《롤리타》, 윌리엄 S. 버로스의 《네이키드 런치》 등 도발적이고 논쟁적인 작품들을 출판했다.